# The Smallest Show on Earth
The Smallest Show on Earth (prt: Luzes sem Ribalta, literalmente "O menor spetáculo na Terra") é um filme de comédia britânico de 1957, dirigido por Basil Dearden e escrito por William Rose e John Eldridge a partir de uma história original de Rose.

## Enredo
Matt e Jean, um jovem casal com pouca condição financeira, sonham em visitar lugares exóticos como Samarcanda. Quando Matt herda um cinema de um tio-avô, o  casal vai à cidade onde este morava e erroneamente supõem que se trata do grande e moderno cinema "Grand". Eles ficam desiludidos ao descobrir que o cinema é na verdade o velho e decrépito "Bijou Kinema", localizado entre duas pontes ferroviárias. Junto com o cinema vêm três funcionários de longa data: a Srª. Fazackalee, caixa e contadora; o Sr. Quill, projecionista; e o velho Tom, porteiro, recepcionista e lanterninha.
Robin os informa que o dono do "Grand", o Sr. Hardcastle, propos comprar o Bijou do tio-avô de Matt por £ 5.000, com o objetivo de construir um estacionamento para seu cinema. Porem quando eles encontram com Hardcastle, esse diz que a oferta foi feita muitos anos atrás, antes da televisão se tornar tão popular, e que agora só oferecerá £ 500.
Em vez de vender, e seguindo o conselho de Robin, o casal finge ter intenção de reabrir o Bijou para persuadir Hardcastle a aumentar sua oferta. A princípio o plano parece ter sucesso, até o velho Tom inadvertidamente deixa escapar o plano e a notícia chega a Hardcastle. Eles decidem continuar com o blefe e seguir em frente com a abertura do cinema. Depois de alguns contratempos, o negócio prospera, principalmente depois que Matt contrata a curvilínea Marlene Hogg para vender sorvetes e outras guloseimas no intervalo. Para aumentar as vendas, a temperatura do cinema é aumentada durante a exibição de um filme em que personagens sedentos rastejam por um deserto.
Hardcastle revida colocando uma garrafa de uísque na próxima remessa de rolos de filme para Quill, que tem um problema com bebida. Ele eventualmente sucumbe à tentação e, quando o filme quebra durante uma exibição, Matt não consegue operar os projetores antiquados corretamente e tem que devolver o dinheiro dos clientes. Matt e Jean estão prontos para desistir, mas o velho Tom, que está escutando escundido novamente, ouve Matt dizer que as vezes deseja que o "Grand" queimasse até virar cinzas. O velho Tom é visto sair carregando uma lata de gasolina, e na manhã seguinte, Matt descobre ao acordar que o "Grand" realmente pegou fogo. Para continuar no operando enquanto seu cinema está sendo reconstruído, Hardcastle e seus sócios concordam em pagar £ 10.000 pelo Bijou, com a condição de manter os três antigos funcionários empregados.
Matt e Jean estão indo embora de trem, quando o velho Tom diz a Matt que "essa era a única solução". Matt fica alarmado e decide escrever uma carta pedindo que ele esclareça seu comentário, mas em vez disso eles lhe enviam um cartão-postal... de Samarcanda.

## Elenco
- Virginia McKenna como Jean Spenser
- Bill Travers como Matt Spenser
- Margaret Rutherford como Srª. Fazackalee
- Peter Sellers como Percy Quill
- Bernard Miles como Velho Tom
- Francis de Wolff como Albert Hardcastle
- Leslie Phillips como Robin Carter
- June Cunningham como Marlene Hogg
- Sid James como Sr. Hogg
- George Cross como comissário
- George Cormack como Bell
- Stringer Davis como Emmett
- Michael Corcoran como taxista